# Doubravice 1.díl
Doubravice 1.díl je díl vesnice Doubravice, část obce Přestavlky u Čerčan v okrese Benešov. Nachází se asi 1,5 km na severovýchod od Přestavlk u Čerčan. V roce 2018 zde bylo evidováno 12 adres. V roce 2011 zde trvale žilo pět obyvatel. Vesnice Doubravice je rozdělena potokem Doubravice na dvě části, spadající do různých obcí. Jde o převážně rekreační osadu poblíž řeky Sázavy, s minimem stálých obyvatel. Doubravice 1.díl spadá do katastrálního území obce Přestavlky u Čerčan. Doubravice 2.díl spadá do katastrálního území obce Vranov.

## Historie
První písemná zmínka o vesnici pochází z roku 1444.

## Obecní správa
Vlastní jádro vesnice Doubravice patří k dílu Doubravice 1.díl, nachází se kolem levého, bezejmenného přítoku Doubravice a je tvořeno usedlostmi čp. 9, 12 a 13, kolem kterých je řada rekreačních objektů, z nichž některé jsou původními venkovskými staveními, některé novodobými rekreačními stavbami. V blízkosti se tak nacházejí budovy če. 10, 36, 41, 3 a 39. Usedlost čp. 7 se nachází blíže místu, kde se údolí stáčí směrem k Sázavě. Nejhustší chatová zástavba se nachází v horní části údolí potoka Doubravice, nedaleko pod zmíněným jádrem vesnice. Chaty jsou rozděleny do dílů vesnice podle toho, na kterém břehu stojí.
K dílu Doubravice 1.díl patří i několik samot nacházejících se severozápadně od jádra vsi. Nejblíže se nachází usedlost čp. 6, k níž je přidružen objekt če. 7. Dále stejným směrem je samota Hořalka, čp. 5. Východněji se nachází osada Dubsko, jejíž objekty čp. 2 a 3 a če. 1 a 312 jsou v RÚIAN také řazeny k části Doubravice 1.díl, ačkoliv podle mapy Registru sčítacích obvodů tato osada již celá patří k evidenční části i ZSJ Přestavlky u Čerčan. Avšak objekty bezprostředně severně od této osady, stavba u vysílače čp. 74 a chata če. 6, už jsou přiřazeny přímo k Přestavlkům, nikoliv k 1. dílu Doubravice, ačkoliv od vlastních Přestavlk jsou vzdálenější. V levé stráni údolí Doubravice se nachází zhruba 18 chat se zaměřenými čísly evidenčními i několik chat, které v územně-identifikačních mapách čísly označené nejsou. K 1. dílu Doubravice patří také skupina chat na břehu Sázavy u ústí Doubravice a jezu Poddubí, tj. asi o tři čtvrtě kilometru severněji, přístupná po pobřežní zpevněné cestě kolem Sázavy od Hvězdonic. Nejvýchodnější chatou z této skupiny, če. 25, 1. díl Doubravice přesahuje na jediném místě na pravý břeh potoka Doubravice. K území 1. dílu Doubravic je přiřazen také nezastavěný pás pravého břehu Sázavy až k okraji zástavby Zlenic. Patří tak k němu i pozůstatky městečka Odranec u ústí Dubského potoka a nad ním zřícenina hradu Stará Dubá.